# Constantinovca, Edineț
Constantinovca este satul de reședință al comunei cu același nume  din raionul Edineț, Republica Moldova. Satul are o suprafață de circa 1.21 kilometri pătrați, cu un perimetru de 5.59 km. Comuna Constantinovca are o suprafață totală de 22.70 kilometri pătrați, fiind cuprinsă într-un perimetru de 24.17 km. Din componența comunei fac parte 2 localități: Constantinovca și Iachimeni. Satul Constantinovca este amplasat în regiunea de șes și mici coline, pe  râul Draghiștea, situat la 27 km de orașul Edineț, la 35 km de stația de cale ferată Brătușeni și la 229 km de Chișinău. Satul este legat prin șosea cu reședința comunei Trinca.
Satul este așezat în partea de nord a raionului Edineț, la hotarele cu raionul Briceni, și se învecinează cu următoarele localități:
- la nord cu satul Tabani, raionul Briceni - 7 km;
- la nord-vest cu satul Caracușenii Vechi, raionul Briceni - 3 km;
- la nord-est cu satul Trestieni, raionul Briceni - 3 km;
- la vest cu satul Balasinești, raionul Briceni - 12 km;
- la est cu satul Halahora de Sus, raionul Briceni - 5 km;
- la sud-vest cu satul Corjeuți, raionul Briceni - 6 km;
- la sud-est cu satul Tîrnova, raionul Edineț - 7 km;
- la sud cu satul Trinca, raionul Edineț - 5 km.

## Populația
La recensămîntul din anul 2004, populația satului constituia 594 de oameni, dintre care 47.81% - bărbați și 52.19% - femei. Structura etnică a populației în cadrul satului este următoarea: 17.34% - moldoveni, 79.46% - ucraineni, 2.36% - ruși, 0.34% - găgăuzi.
Conform datelor recensămîntului din anul 2004, populația la nivelul comunei Constantinovca constituie 623 de oameni, dintre care 48.15% sunt bărbați, iar 51.85% - femei. Compoziția etnică a populației comunei: 17.82% - moldoveni, 79.13% - ucraineni, 2.25% - ruși, 0.32% - găgăuzi, 0.48% - alte etnii. În comuna Constantinovca au fost înregistrate 236 de gospodării casnice în anul 2004, iar mărimea medie a unei gospodării era de 2.6 persoane.

## Istoria localității
Nu se cunoaște data exactă a înființării satului, însă prima atestare documentară apare în 
revista „Bessarabskie oblastnîe vedomosti”, nr. 7 din 1869, care îl atestă cu data de 2 dec. 1868. Dintr-o culegere de statistică a jud. Hotin aflăm că în 1868 Constantinovca avea de acum 41 de familii cu pământ și 10 fără pământ. Într-un document de la Arhiva Națională din 10 iunie 1868 citim: "În Constantinovca trăiesc 45 de proprietari" (F. 8, inv. 1, dos. 46).
Denumirea satului e legată de numele moșierului Constantin Stamati-Ciurea, care stăpânea aici pământuri întinse și care practica înăimirea țăranilor din satele vecine pentru lucrarea lor. Deoarece proprietarul îi plătea bine cu cereale și cu bani, și deoarece tot el le-a propus să se instaleze cu traiul aici, pe malul Draghiștei, ca să fie aproape, repartizându-le pământ, țăranii s-au înnoit. Plugarii mulțumiți de generozitatea moșierului savant și scriitor și-au numit siliștea cu numele lui - Constantinovca. În unele documente istorice denumirea localității figurează și ca Constantinești.
Alexandru Egunov, președintele Comitetului de statistică din Basarabia, în lucrarea sa "Gubernia Basarabia în anii 1870 - 1875. Enumerarea localităților", editată la Chișinău în 1879, constata: în 1875 Constantinovca din volostea Edineț avea 65 de case cu 187 de bărbați și 167 de femei, 75 de cai, 100 de vite mari cornute, 201 oi.
Către 1910 Constantinovca număra 126 de case cu 734 de locuitori. În 1911 și-a deschis ușile școala primară. Mulți ani ea se situa în case particulare. În 1951, a fost reorganizată în școală de 7 ani. În continuare ea a mai fost reorganizată o dată în școală medie incompletă, apoi în gimnaziu.
După schimbarea hotarelor din 1918 autoritățile române i-au înzestrat pe 140 de țărani din Constantinovca cu 247 ha de pământ. Peste un an în anul 1919 satul dispunea de 229 de gospodării, 992 de locuitori, 2 mori de vânt și o moară de apă.
În perioada interbelică localitatea a făcut parte din zona administrativ-teritorială a județului Hotin, plasa Briceni (România). 
La recensământul populației din 1930 au fost înregistrate 1.061 persoane, din care 19 români, 660 ruși, 373 ucraineni și 7 evrei.
În 1933 a fost ridicată biserica de lemn, adusă din satul ucrainean Selișce din zona Chelmenețului, unde a fost construită o biserică din piatră, iar cea veche, locuitorii satului au hotărât s-o doneze consângenilor lor, care se mutaseră în Constantinovca.
La 10 noiem. 1940 s-au înregistrat în Constantinovca 927 de locuitori, dintre care 924 erau ucraineni și 3 - moldoveni. Trecută prin focul războiului, prin pericolul foametei și deportărilor, localitatea număra la 1 aug. 1949 doar 866 de oameni - 169 de moldoveni și 697 de ucraineni.
În 1979 Constantinovca număra 373 de bărbați și 416 femei, în 1989, respectiv, 289 și 367. Conform Dicționarului statistic al RM, în 1994 satul avea o suprafață de 10,3 kmp, 292 de gospodării, în care locuiau 695 de oameni. Fondul locativ alcătuia 12,9 mii mp. 238 de case foloseau gazul lichefiat. Fântâni - 120. Drumuri - 18 km, incl. 12 km cu îmbrăcăminte dură. În sat mai funcționau o casă de prestări servicii, un stadion. La 1 aug. 2000 în cele 311 gospodării de aici trăiau 606 oameni. Populația beneficia de un gimnaziu, biserică, punct medical, cămin cultural, o bibliotecă publică sătească și un magazin de stat.

## Resurse naturale
Comuna este amplasată pe o suprafață de 769,36 ha, inclusiv:
- terenuri cu destinație agricolă – 594,14 ha;
- terenuri ale fondului silvic – 4,91 ha;
- livezi – 4,91 ha.

## Economia locală
Pe teritoriul comunei sunt înregistrați următorii agenți economici: 
- Gospodării țărănești – 330;
- Întreprindere comercială ConsumCOOP.

Pe teritoriul comunei activează organizația obștească Asociația utilizatorilor de gaze „Const-Gaz”.

## Sfera socială
Pe teritoriul comunei activează: 
- Gimnaziul;
- Grădinița de copii;
- Oficiul „Poșta Moldovei”;
- Centrul medicilor de familie.